# Conker’s Pocket Tales
Conker's Pocket Tales ist ein Game-Boy-Color-Spiel aus dem Jahr 1999, das vom britischen Unternehmen Rare entwickelt wurde. Es ist das erste eigene Spiel mit dem Maskottchen Conker als Protagonist.

## Handlung
An Conkers Geburtstag wird dessen Freundin Berri von seinem Erzfeind, der grauen Rieseneichel, entführt, die obendrein alle Geschenke stiehlt. Conker macht sich also auf den Weg, seine Freundin zu retten. Am Ende gelingt es Conker, Berri zu befreien und die Rieseneichel in die Flucht zu schlagen, die jedoch Rache ankündigt.

## Gameplay
Conker's Pocket Tales wird aus der Vogelperspektive gesteuert und enthält viele Jump-’n’-Run-Elemente. Es gilt im Laufe des Spiels auch immer wieder, verschiedene Minispiele zu absolvieren.

## Trivia
- Neben einem Gastauftritt in Diddy Kong Racing für das Nintendo 64 ist Conker's Pocket Tales das einzige Spiel, in dem Conker in seiner ursprünglich geplanten niedlichen und kindgerechten Art auftritt.
- Ursprünglich sollte ein Nintendo-64-Pendant zu Conker's Pocket Tales noch 1999 veröffentlicht werden. Dieses Spiel hieß damals Twelve Tales: Conker 64, wurde jedoch vollständig überarbeitet und schließlich als Conker’s Bad Fur Day erst im Frühjahr 2001 veröffentlicht. In Bad Fur Day ist Conker ein heruntergekommener Kneipengänger, der mit Freunden regelmäßig Alkoholexzesse feiert.
- Der dritte Teil der Serie Conker: Live & Reloaded erschien 2005 für die Xbox und ist ein Remake von Conker's Bad Fur Day, allerdings in leicht abgewandelter Form.